# Decasa
Decasa é um canal de televisão por assinatura espanhol, de propriedade da AMC Networks International Southern Europe. O canal transmite programação orientada para o estilo de vida.

## História
Em 1º de maio de 2007, começaram as transmissões de teste do canal Decasa, que oferecia apenas bumpers promocionais sobre o conteúdo que o canal teria em breve. Em 14 de maio de 2007, a Decasa iniciou suas transmissões regulares no Hispasat, mas criptografando seu sinal, pois é usado pelas operadoras para distribuí-lo a seus clientes. Nesse mesmo dia, o canal também começou a transmitir na plataforma de televisão IPTV Movistar TV.
Em 1º de janeiro e 4 de janeiro de 2008, no Digital+ (atualmente Movistar+) e ONO (atualmente Vodafone TV), respectivamente, Decasa e The Biography Channel foram adicionados às suas ofertas de televisão.
Em 29 de fevereiro de 2013, os canais Decasa, BBC World News e Bloomberg foram ofertados na Telecable.
Em 13 de outubro de 2013, foi anunciado que o Decasa passaria a integrar o conjunto de canais que compõem a nova Orange TV, embora sua transmissão na plataforma tenha começado em 30 de outubro de 2013.
Em 1º de novembro de 2013, foi lançado o sinal de alta definição, Decasa HD, disponível na ONO (atualmente Vodafone TV), Telecable e Orange TV.
Em junho de 2017, o canal iniciou suas transmitissões em 4K UHD.